# اختبار لوند
اختبار لوند (بالإنجليزية: Lundh's test)‏ هو اختبار لوظيفة إفرازات غدة البنكرياس.
يتضمن الدور الخارجي للبنكرياس إفراز العديد من إنزيمات الجهاز الهضمي، بما في ذلك الليباز والبروتياز، مثل التربسين، استجابةً للتحفيز الهرموني بعد الأكل. يمكن أن تؤدي اضطرابات البنكرياس بما في ذلك التهاب البنكرياس المزمن والتليف الكيسي وسرطان البنكرياس إلى انخفاض نشاط إفرازات البنكرياس.
يتضمن اختبار لوند وضع أنبوب مع قنوات متعددة في الاثنا عشر. يحتوي هذا الأنبوب على ثقوب في المعدة وفي الاثنا عشر. يتم حقن المعدة المكونة من البروتينات والكربوهيدرات والدهون. عادةً ما يتم إعطاء دواء منشط للحركة مثل ميتوكلوبراميد لتسريع مرور الطعام إلى الإثني عشر. يتم أخذ عينة من عصير الاثنا عشر عند علامة 30 دقيقة، ثم كل 30 دقيقة حتى علامة الساعتين. يتم قياس نشاط التربسين ومتوسطه بين المجموعات الأربع. يتم تحديد الاختبار الإيجابي من خلال نشاط التربسين المنخفض في متوسط العينات، ويوحي بانخفاض وظيفة إفرازات البنكرياس.
يشير اختبار لوند الإيجابي إلى انخفاض وظيفة إفرازات البنكرياس الخارجية، ولكن من الناحية النظرية قد يكون إيجابيًا إذا كان هناك نقص في إطلاق الكوليسيستوكينين.